# アイサケ・エケ
アイサケ・ヴァル・エケ (トンガ語: ʻAisake Valu Eke) はトンガの政治家。2025年1月22日より同国首相を務める。

## 経歴

### 教育
エケは1980年代に南太平洋大学で経済学の学位を取得した。オーストラリアのサザンクイーンズランド大学で博士号を取得し、2013年論文「トンガの公共部門におけるサービスの質に関する調査研究」で博士号を授与された。

### 立法議会議員
2010年11月の総選挙でトンガタプ第5選挙区から初めて立法議会に選出された。友好諸島民主党に近い立場にあり、党員として出馬することも検討したが、無所属で立候補し、得票率24.1%、63票差で当選した。トンガタプ島第5選挙区は、トンガタプ島（トンガ本島）で同党が勝利できなかった唯一の選挙区となった。

### 財務・国家計画大臣
2014年1月、予算をめぐる意見の相違によりリシアテ・アコロ財務・国家計画大臣が解任された後、エケはトゥイバカノ首相から財務・国家計画大臣に任命された。アキリシ・ポヒヴァ内閣でも留任した。しかし、2017年3月、自身が所属する内閣に対する不信任決議の議会投票で棄権したため、辞任を余儀なくされた。2017年の総選挙でエケは議席を失った。
エケは2021年の総選挙で再び立法議会議員に当選。選挙後、エケは首相候補の3人のうちの1人となったが、最終的にシャオシ・ソヴァレニが首相となった。

## 首相
2024年12月24日、エケはトンガ立法議会でビリアミ・ラトゥを16対8で破り首相に選出された。国王トゥポウ6世は2025年1月22日に正式にエケを首相に任命した。エケ内閣の閣僚は1月28日に発表され、議会議員4人(内2人女性、貴族1人)を含む11人の内閣が発足した。
2025年2月、エケは前政権によるヴァヴァウ国際空港の民営化の決定を撤回すると発表した。

## 栄典
- サロテ・トゥポウ3世女王勲章（英語版） - 2008年7月31日[13]